# اندیس زنقلو
زنقلو یک اندیس فلزی است که در حوالی روستای درونه در شهرستان بردسکن استان خراسان قرار دارد و مادهٔ معدنی موجود در آن، مس است. سنگ میزبان این اندیس آندزیت است و دیرینگی آن به دوران قبل از ائومیانی می‌رسد.